# A27 (Frankrijk)
De A27 is een autosnelweg gelegen in het uiterste noorden van Frankrijk tussen de stad Rijsel en de grens met België.